# 走向新社会主义
《走向新社会主义》（英語：Towards a New Socialism）是苏格兰计算机科学家保罗·科克肖特和苏格兰经济学教授阿林·F·科特雷尔合著的一本非虚构作品，发表于1993年。该书详细提出了一个复杂的社会主义计划经济方案，汲取了控制论、卡尔·马克思的思想以及英国运筹学科学家斯塔福德·比尔于1973年提出的分布式决策支持系统模型“赛博协同控制工程”的灵感。该书还探讨了社会主义社会的诸多方面，如直接民主、对外贸易和财产关系。该书提出的社会主义形式被称为“数字社会主义”。作者称该书是“我们对苏联解体后‘社会主义已经死亡并被埋葬’这一观点的回应。”
2004年春季，伦纳德·布鲁斯特在的《奥地利经济学季刊》对该书进行了评论。2017年，《南德意志报》刊登的一篇文章报道了该书。